# 焦山炮台遗址
焦山炮台遗址，位于江苏省镇江市润州区焦山，是中华人民共和国江苏省文物保护单位之一。
1982年3月25日，授予江苏省文物保护单位，是一座近现代历史遗迹及革命纪念建筑物。